# کاندانا
کاندانا (به لاتین: Kandana) یک منطقهٔ مسکونی در سری‌لانکا است که در ناحیه گامپاها واقع شده‌است.